# Tatev, Syunik
Tatev là một đô thị thuộc tỉnh Syunik, Armenia. Dân số ước tính năm 2011 là 908 người.